# Castelo Fraser
O Castelo Fraser localiza-se em Kemnay, no condado de Aberdeenshire, na Escócia.

## História
É o castelo de planta em "Z" mais elaborado do país e um dos maiores "Castelos de Mar". Está inscrito em um parque aberto de 121,41 hectares com terras de cultivo, que inclui um jardim e floresta.
Os testemunhos arqueológicos demonstram a existência de uma torre de planta quadrada anterior ao atual castelo.

## Galeria

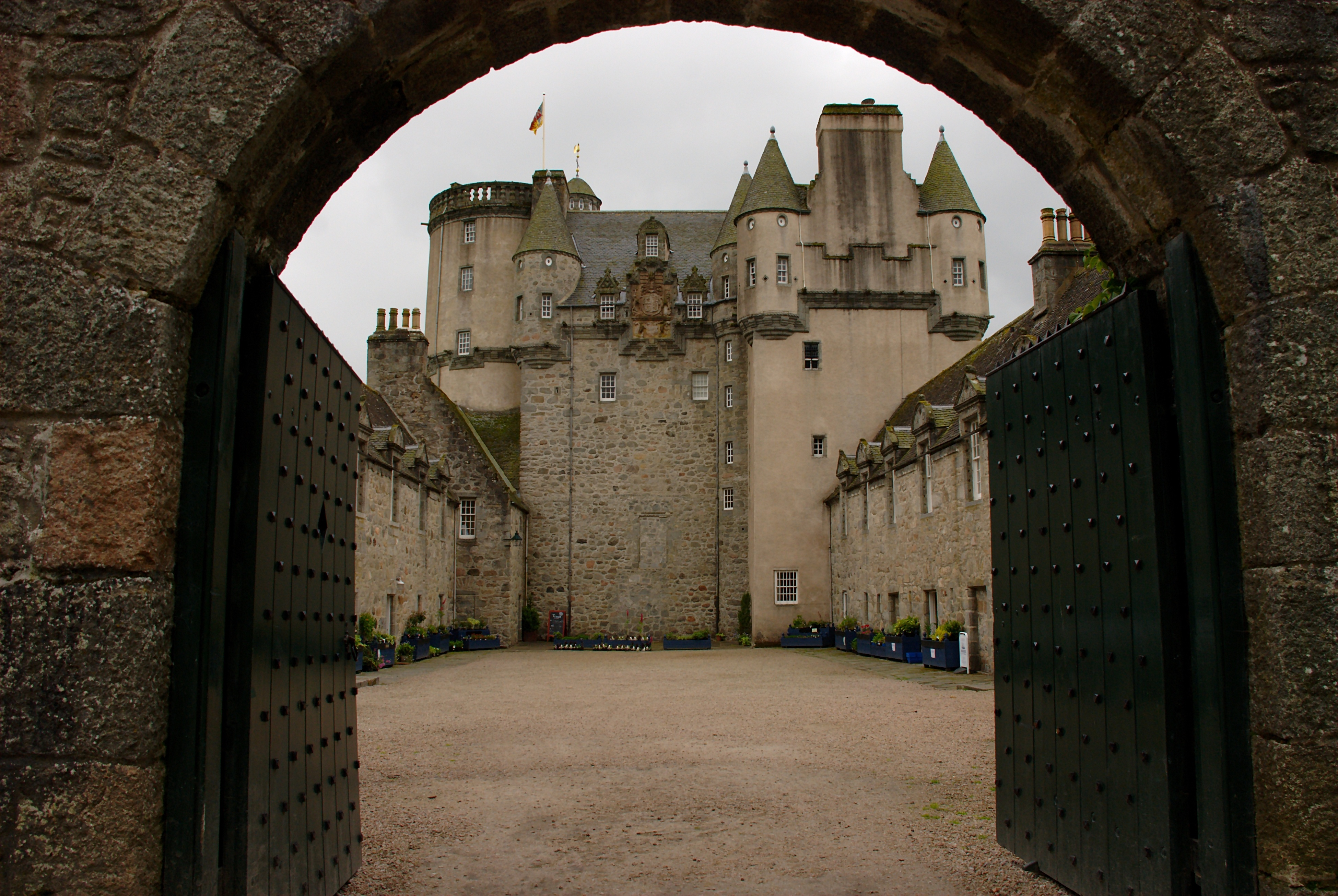
Traseiras do pátio
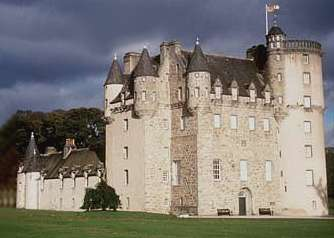